# ターリー

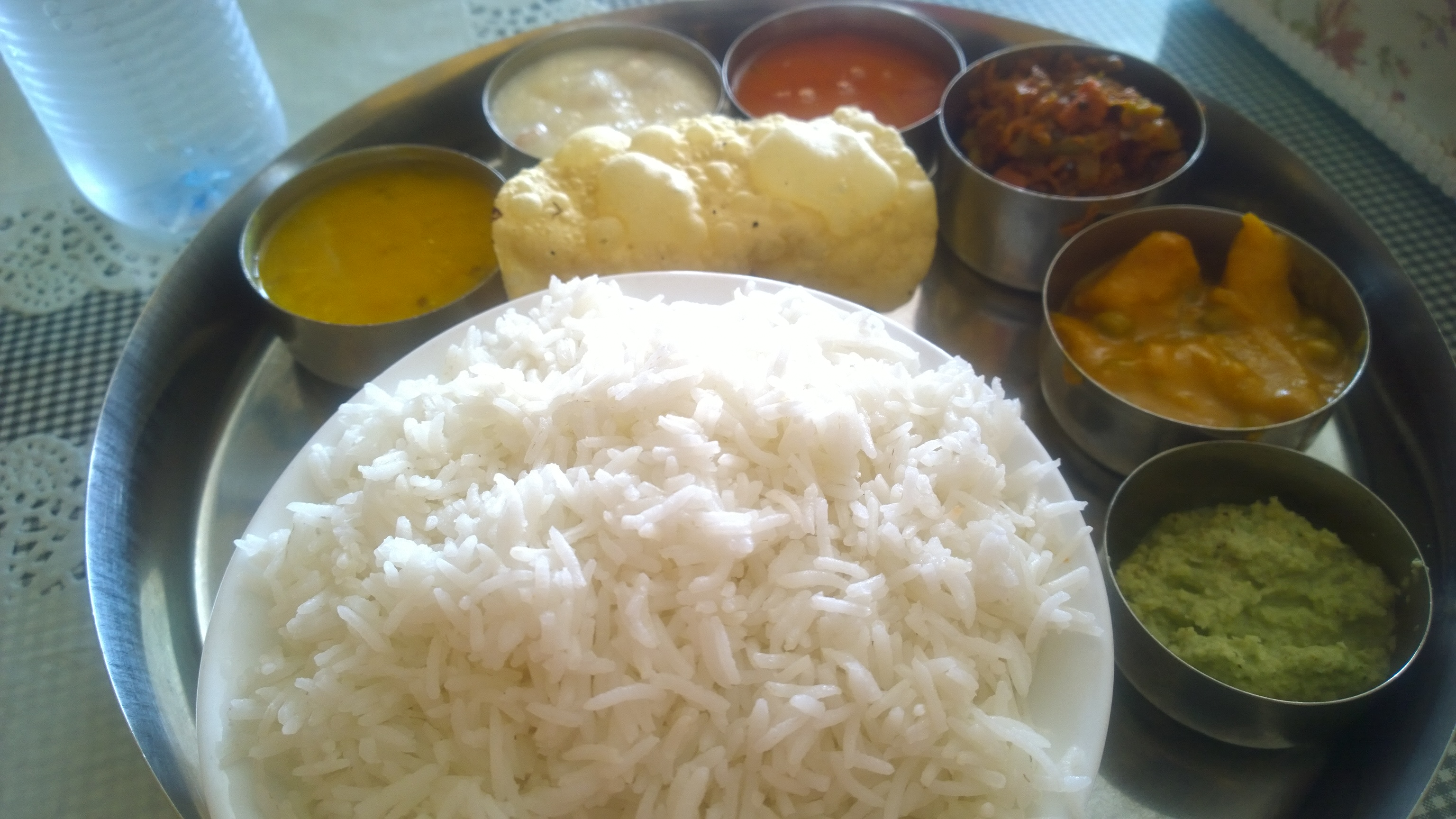
南インド・ベジタリアン・ターリー、ドバイにて。

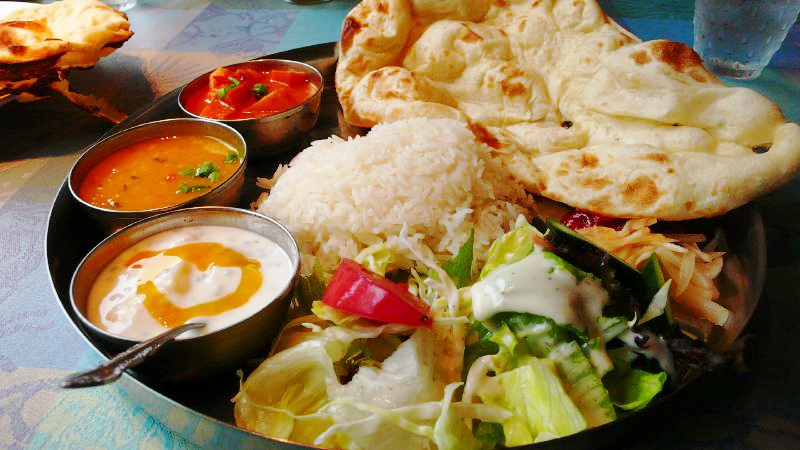
北インド・ベジタリアン・ターリー。

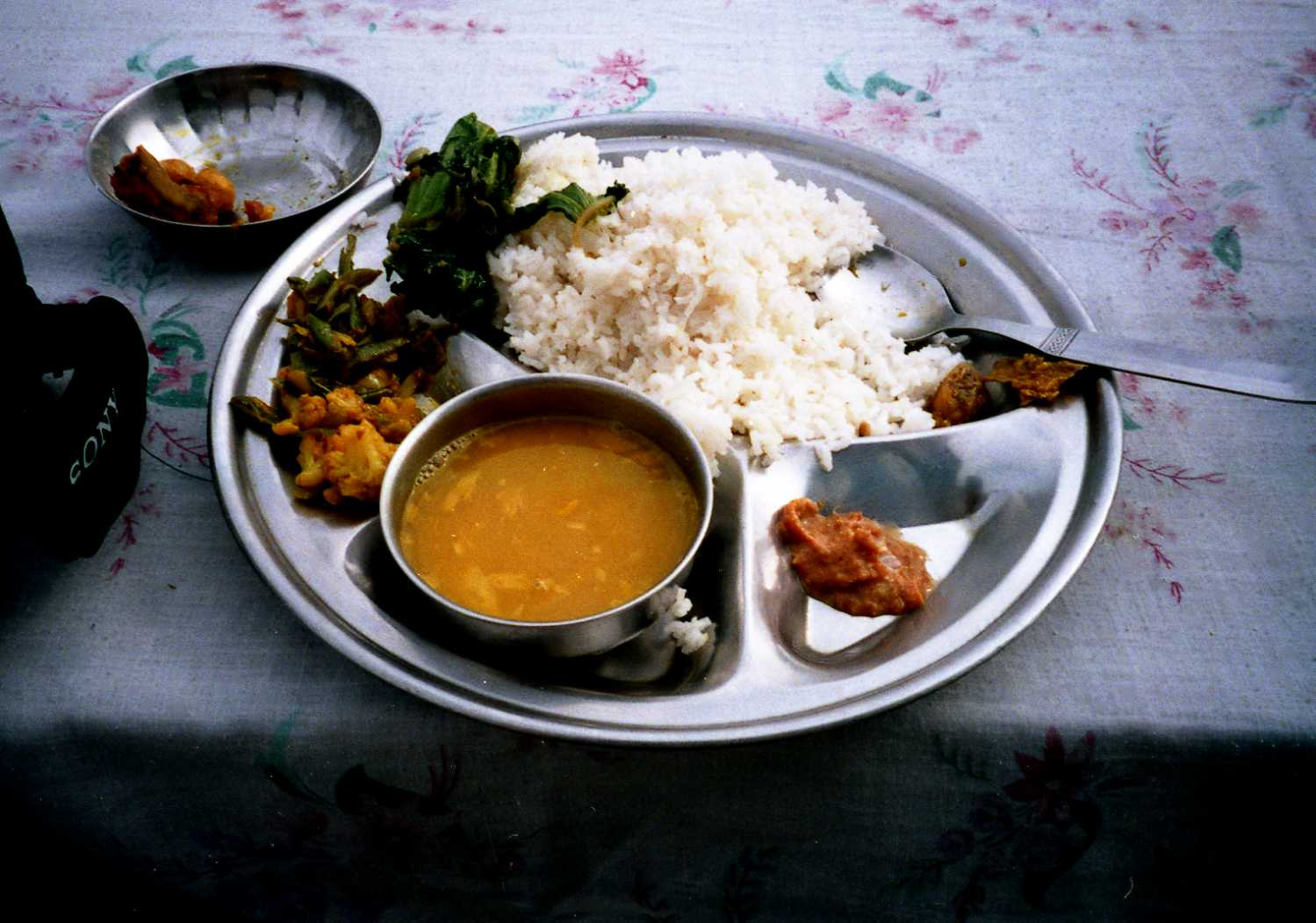
ダルバート（ネパール・ターリー）

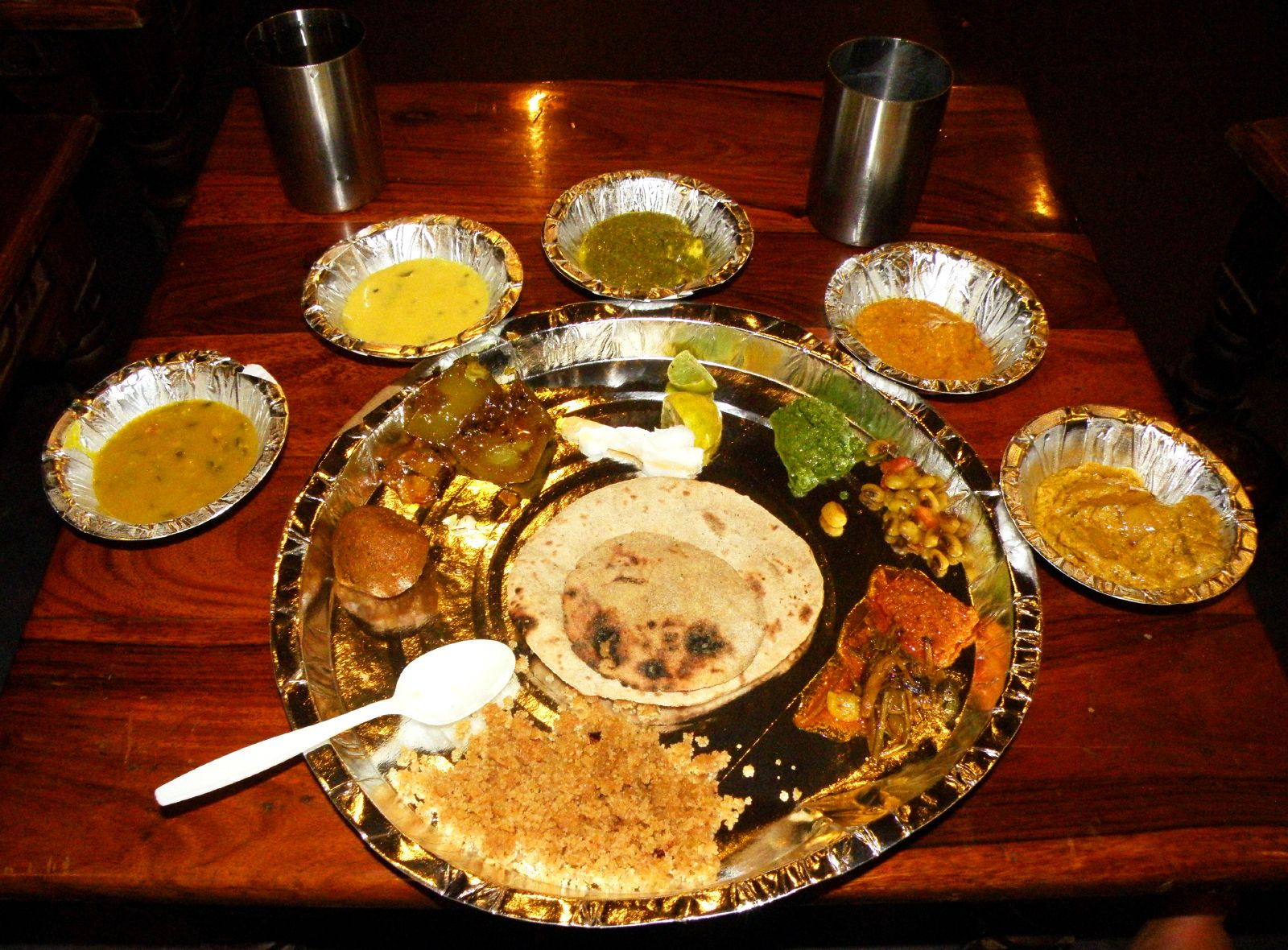
ラジャスターン・ターリー

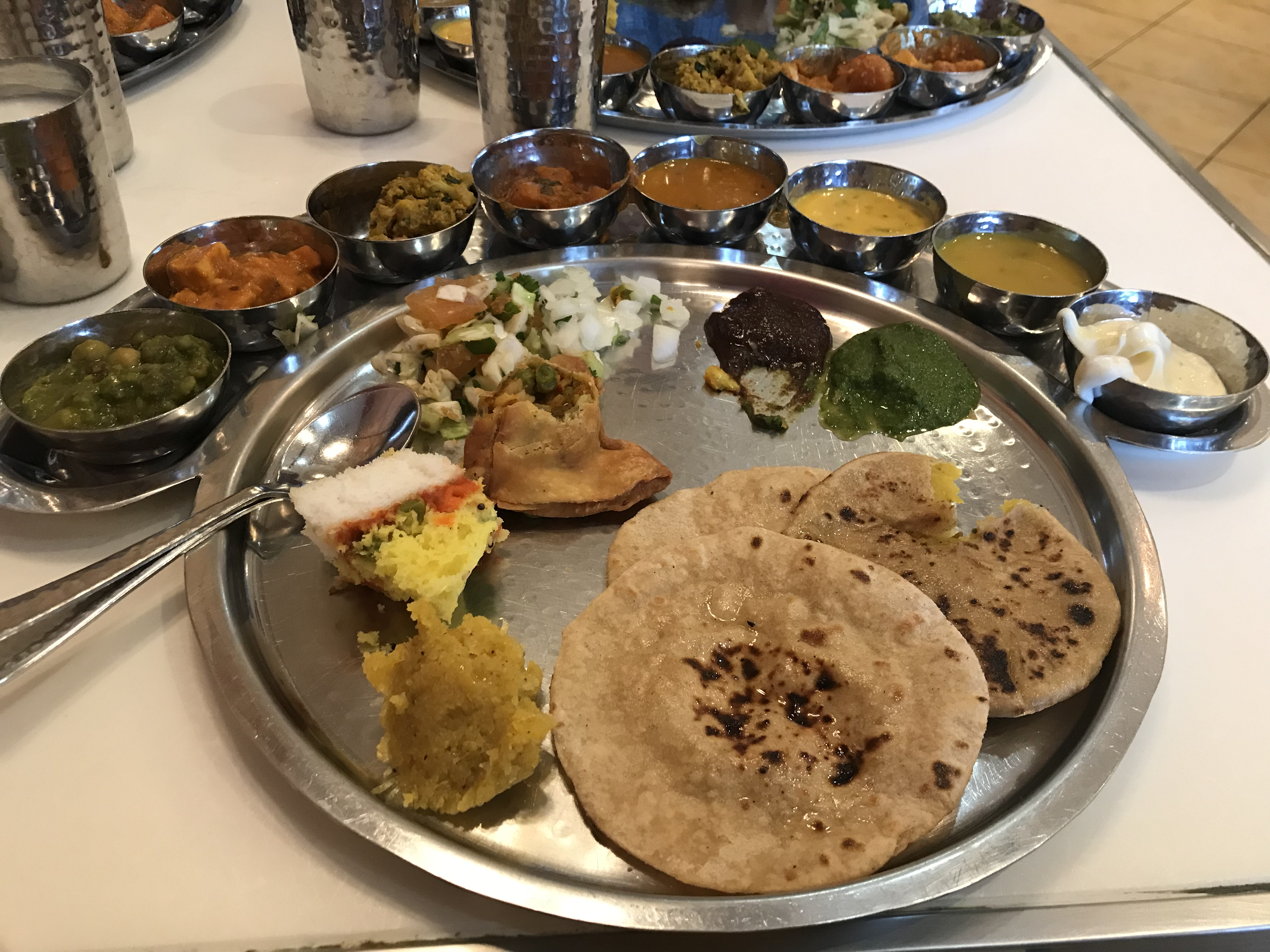
インドのベジタリアンターリー

ターリー（ヒンディー語/ネパール語：थाली, タミル語：தட்டு; 「大皿」の意）は、インド、ベンガル地方、ネパールの代表的な料理の提供形態である。
ターリーはいくつかの料理が組み合わされ、大皿にまとめられて提供される。つまり南アジア・スタイルのコース料理や定食と考えることができる。「ターリー（Thaali）」は大皿を意味する語でもある。日本語文献の中には「盆皿」を意味すると記載する文献もある。
インドには、しっかりとした食事には6つの味覚の料理がバランスよく含まれていなければならないという考え方が根付いており、ターリーはそれを反映したものになっている。6つの味覚とは甘み、しょっぱさ、苦み、すっぱさ、渋み、辛さの6つである。

## 概要
ターリーでは通常はそれぞれの料理がカトリ（katori）と呼ばれる小さなお椀に小分けにされる。これらカトリは丸い大きな金属のトレイ、すなわちターリーの端に主食（米やパンなど）をぐるりと囲うように並べられる。カトリは用いられずにいくつかのコンポーネントに区切られた大皿が使用される場合もある。バナナの葉やサラソウジュの葉による食器は使用後すぐ破棄して新しいものと取り替えることができることから、ヒンドゥー教の浄／不浄観に照らして好ましく、フォーマルな食事の場合には、あるいは、地域によってはバナナの葉にそれぞれの料理が配膳される場合もある。
ターリーの料理構成は地域によって異なるが、米（インディカ米）、ダール（豆カレー）、野菜料理、ロティ（パン）、パーパド（クラッカー）、カード（ヨーグルト）、ひとくち分のチャツネ（ソース）や漬物、そしてデザートといったメニューが一般的なターリーである。米やロティは大皿の中心に配置され主食となる。
レストランや地域によってはご当地の料理がターリーに加えられる。主食も地域によって異なり、北部ではプーリーやロティ（主にチャパティ）といったパンが一般的で、あるいはパンと米が両方提供される場合もあるが、南インド、東インドでは米しか選択肢にない場合も多い。
ターリーは内容の特徴によって地域の名が冠されることがある。例えば、ネパール・ターリー、ラジャスターン・ターリー、グジャラート・ターリーといったメニューを目にすることがある。
菜食主義（インドの菜食主義）がポピュラーなインドでは、レストランでは通常、ベジタリアン・ターリーとノン・ベジタリアン・ターリーを選ぶことができる。特に、タミルナードゥ州やその他、南インドではベジタリアン・ターリーは定番のランチとなっている。なお、ジャイナ教徒の多い西インドのグジャラート州でも菜食料理が主流である。
ターリーはお代わり自由というレストランも珍しくない。パンや米に限らず、副食も満足するまで追加してもらうことが可能であるが、ヴァダなど、デザートのお代わりは許されない場合が多い。また、北部では最初はパンが提供され、お代わりは米になるというシステムも見られる。
料理の提供形態としてではなく単なる食器としてみた場合、金属製の大皿としてのターリーは今日的な食器である。南アジアの食文化は宗教や地方、階層によって大きく異なるが、ことにヒンドゥー教徒の場合は独特の浄／不浄観が関わる場合がある。ヒンドゥー教では社会的不浄性が特に唾液によって移行するとされるため、かつての保守的な高位カーストに限定される傾向ではあるが、他人と同じ食器はたとえ洗ってあっても使用が避けられる場合があった。したがって南アジアでは伝統的に、容易に新しいものと取り替えられるバナナの葉などのほか、可塑性に富み容易に土塊に返る土器も伝統的に好まれた。ステンレス鋼のような金属製のターリー（盆皿）の普及は比較的新しい。